# Pleš (Serbia)
Pleš (cyr. Плеш) – wieś w Serbii, w okręgu rasińskim, w gminie Aleksandrovac. W 2011 roku liczyła 336 mieszkańców.